# لورا بيرت
لورا بيرت (بالإنجليزية: Laura Burt)‏ هي ممثلة أمريكية، ولدت في 16 سبتمبر 1872، وتوفيت في 16 أكتوبر 1952.

## وصلات خارجية
- لورا بيرت على موقع IMDb (الإنجليزية)
- لورا بيرت على موقع قاعدة بيانات برودواي على الإنترنت (الإنجليزية)